# Jorge Cuevas Bartholin
Pour les articles homonymes, voir Cuevas.
Jorge Cuevas Bartholin, connu comme le marquis de Cuevas, né le 26 mai 1885 à Santiago du Chili et mort à Cannes le 22 février 1961, est un mécène, directeur de ballet, fondateur d'une école de danse et d'une compagnie de danse. Il était citoyen américain d'origine chilienne.

## Biographie
Jorge Cuevas Bartholín, huitième marquis du Cuevas, descendant en ligne directe et légitime d'un conquistador de Pizarre[Quoi ?] et du roi Alphonse III du Portugal[Selon qui ?], est né à Santiago le 26 mai 1885 du diplomate Eduardo Cuevas Avaria et d'une mère de lointaine origine danoise, celle-ci, née Bartholin, appartenant à une famille de savants connus. En 1935, il épouse à New-York, Margaret Rockefeller Strong (en), la petite-fille John D. Rockefeller, héritière d'une fortune colossale.
Après ses débuts à New York, il s'installe à Monte-Carlo en 1947 où, grâce à l'argent de son épouse, Margaret Strong (en), mais aussi l'aide de son ami Raymundo Larrain, il fonde sa première compagnie, le Ballet International. Celui-ci et le Nouveau Ballet de Monte-Carlo fusionnent la même année pour devenir le Grand Ballet de Monte-Carlo.
En 1951 la compagnie prend le nom de « Grand Ballet du marquis de Cuevas » puis, 1958, d'« International Ballet of the Marquis de Cuevas » et ce jusqu'en 1962. Cette même année, la compagnie est dissoute à la suite du décès de son fondateur, sa veuve n'ayant jamais partagé ni même approuvé ses goûts.
Le marquis de Cuevas, mécène très impliqué dans les choix chorégraphiques, a travaillé avec les danseurs les plus en vue de l'époque, comme Rosella Hightower, George Skibine, André Eglevsky, Serge Golovine, Ethéry Pagava, ou encore Rudolf Noureev.
Il est inhumé au cimetière du Grand Jas à Cannes.

## Duel
Le 21 mars 1958, est donnée au théâtre des Champs-Élysées la première représentation du ballet Noir et blanc par le Grand Ballet du marquis de Cuevas. L'Opéra de Paris considère que l'exclusivité de cette œuvre - qui a été créée par Serge Lifar en 1943 - lui appartient, ce que lui dénie le marquis de Cuevas car elle faisait partie du répertoire des ballets de Monte-Carlo qu'il a achetés en 1947. Pendant l'entracte, Serge Lifar tente de lui parler, mais le marquis de Cuevas le repousse, alors Lifar lui lance sa pochette de dentelle au visage. En réponse, le marquis lui donne un soufflet. Un duel a lieu le dimanche 30 mars 1958 au moulin de Blaru près de Vernon (Eure). Les témoins du marquis de Cuevas sont Jean-Marie Le Pen et Félix Valoussière. Ceux de Serge Lifar sont Max Bozzoni et Lucien Duthoit, danseurs à l'Opéra de Paris. À la quatrième reprise, Serge Lifar s'égratigne l'avant-bras sur la pointe de l'épée du marquis. Le marquis s'exclame horrifié « Mon fils ! Mon fils ! » et les deux hommes tombent dans les bras l'un de l'autre.

## Hommage littéraire
Il est évoqué dans le 171e des 480 souvenirs cités par Georges Perec dans Je me souviens.

## Chronologie des compagnies dirigées par le marquis de Cuevas
- 1943 - 1947 : Ballet International
- 1947 - 1947 : rachat du Nouveau Ballet de Monte-Carlo
- 1947 - 1951 : Grand Ballet de Monte-Carlo
- 1951 - 1958 : Grand Ballet du Marquis de Cuevas
- 1958 - 1962 : International Ballet of the Marquis de Cuevas

### Filmographie
- Le Marquis de Cuevas, documentaire télévisuel France 5, 2006, pour la série Le Bal du siècle, produite par Jean-Louis Remilleux

### Note
1. ↑  « https://norman.hrc.utexas.edu/fasearch/findingAid.cfm?eadid=01112 » (consulté le 7 septembre 2021)
2. ↑  « Le Marquis de Cuevas est mort », Le Monde.fr,‎ 24 février 1961 (lire en ligne, consulté le 23 juillet 2021).
3. ↑  Paris Match n°3813, semaine du 2 au 8 juin 2022, pp.131-137 : "Cuevas-Lifar, le duel des entrechats. Article de Flore Olive
4. ↑  « Il y a cinquante ans, le dernier duel de France », sur Le Monde, 21 avril 2017 (consulté le 10 juin 2021).
5. ↑  « À Blaru, près de Vernon, l’avant-dernier duel pour l’honneur s’est déroulé sous l’œil de Jean-Marie Le Pen », Paris Normandie,‎ 11 janvier 2020 (lire en ligne, consulté le 11 janvier 2020).
6. ↑  Paris Match n°3813, semaine du 2 au 8 juin 2022, pp.131-137 : "Cuevas-Lifar, le duel des entrechats. Article de Flore Olive :"A la quatrième reprise, Cuevas tend le bras et ne bouge plus. Lifar, lui, tremble, s'agite et, dans un geste maladroit, s'égratigne l'avant-bras sur la pointe de l'épée du marquis. Le sang a coulé, le duel est terminé, l'honneur est sauf."